# Фу Хун
Фу Хун (на китайски: 苻洪; на пинин: Fú Hóng) е военачалник от народа ди.

## Биография
Той е роден през 284 година под името Пу Хун, но по-късно променя фамилното си име на Фу. Начело на войски, съставени от ди, той е сред видните военачалници на държавите Хан Джао и Хоу Джао. Възползвайки се от безредиците в Хоу Джао след смъртта на Шъ Ху, през 350 година той се обявява за „княз на Трите Цин“, но малко по-късно е отровен от свой приближен. Въпреки това, синът му Фу Дзиен успява да задържи позициите на баща си и поставя началото на държавата Ранна Цин.